# Ingeldorf
Ingeldorf (luxemburgisch Angelduerfⓘ) ist eine Ortschaft in der Gemeinde Erpeldingen an der Sauer im Kanton Diekirch im Großherzogtum Luxemburg.

## Lage
Ingeldorf liegt am linken Ufer der Sauer zwischen Ettelbrück und Diekirch. Direkt am nördlichen Ortsrand verläuft die Bahnstrecke Ettelbrück–Diekirch, das letzte noch befahrene und erhaltene Stück der alten Bahnstrecke Ettelbrück–Grevenmacher, jedoch besitzt Ingeldorf keinen eigenen Bahnhaltepunkt.

## Allgemeines und Geschichte
Ingeldorf wurde im 13. Jahrhundert erstmals unter dem Namen Engendorff urkundlich genannt. Anfang des 19. Jahrhunderts gehörte der Ort zunächst zur Gemeinde Diekirch, dann zu Ettelbrück und seit 1850 zur Gemeinde Erpeldingen, die seit 2014 Erpeldingen an der Sauer heißt.

## Sehenswertes
- Kath. Filialkirche St. Celsus, erbaut um 1701 und 1909 umgebaut.